# Batomys salomonseni
Batomys salomonseni és una espècie de mamífer rosegador de la família dels múrids. És endèmic de les Filipines, on viu a altituds d'entre 1.200 i 2.400 msnm. El seu hàbitat natural són els boscos montans i molsosos. És una espècie en risc mínim, és a dir, no sembla que hi hagi cap amenaça significativa per a la seva supervivència. Aquest tàxon fou anomenat en honor de l'ornitòleg i artista danès Finn Salomonsen.